# Каригин
Каригин (англ. Carigeen; ирл. Carraigín, «малая скала») — деревня в Ирландии, находится в графстве Килкенни (провинция Ленстер) на юго-востоке от Мункойна.